# Synovektomie
Unter dem Begriff der Synovektomie oder Synovialektomie (Entfernung der Gelenkinnenhaut) versteht man die offene oder arthroskopische Abtragung der erkrankten Gelenkinnenhaut (Synovialhaut, Membrana synovialis). Das Verfahren findet seine Anwendung v. a. in der Früh- und Spätbehandlung der rheumatoiden Arthritis, sowie der bakteriell-infektiösen Arthritis. Auch bei Arthrose an unterschiedlichen Gelenken kommt die Synovektomie zum Einsatz. Die Entfernung der Gelenkhaut kann die Zerstörung der Gelenkknorpel verlangsamen.